# Commonwealth Bank Tennis Classic 1997
Il Commonwealth Bank Tennis Classic 1997 è stato un torneo di tennis giocato sul cemento. È stata la 4ª edizione del Commonwealth Bank Tennis Classic, che fa parte della categoria Tier IV nell'ambito del WTA Tour 1997. Si è giocato a Surabaya  in Indonesia,dal 22 al 28 settembre 1997.

## Campionesse

### Singolare
Dominique Van Roost ha battuto in finale  Lenka Němečková con il punteggio di 6–1, 6–3

### Doppio
Kerry-Anne Guse /  Rika Hiraki hanno battuto in finale  Maureen Drake /  Renata Kolbovic con il punteggio di 6–1, 7–6